# Schadow-Arkaden

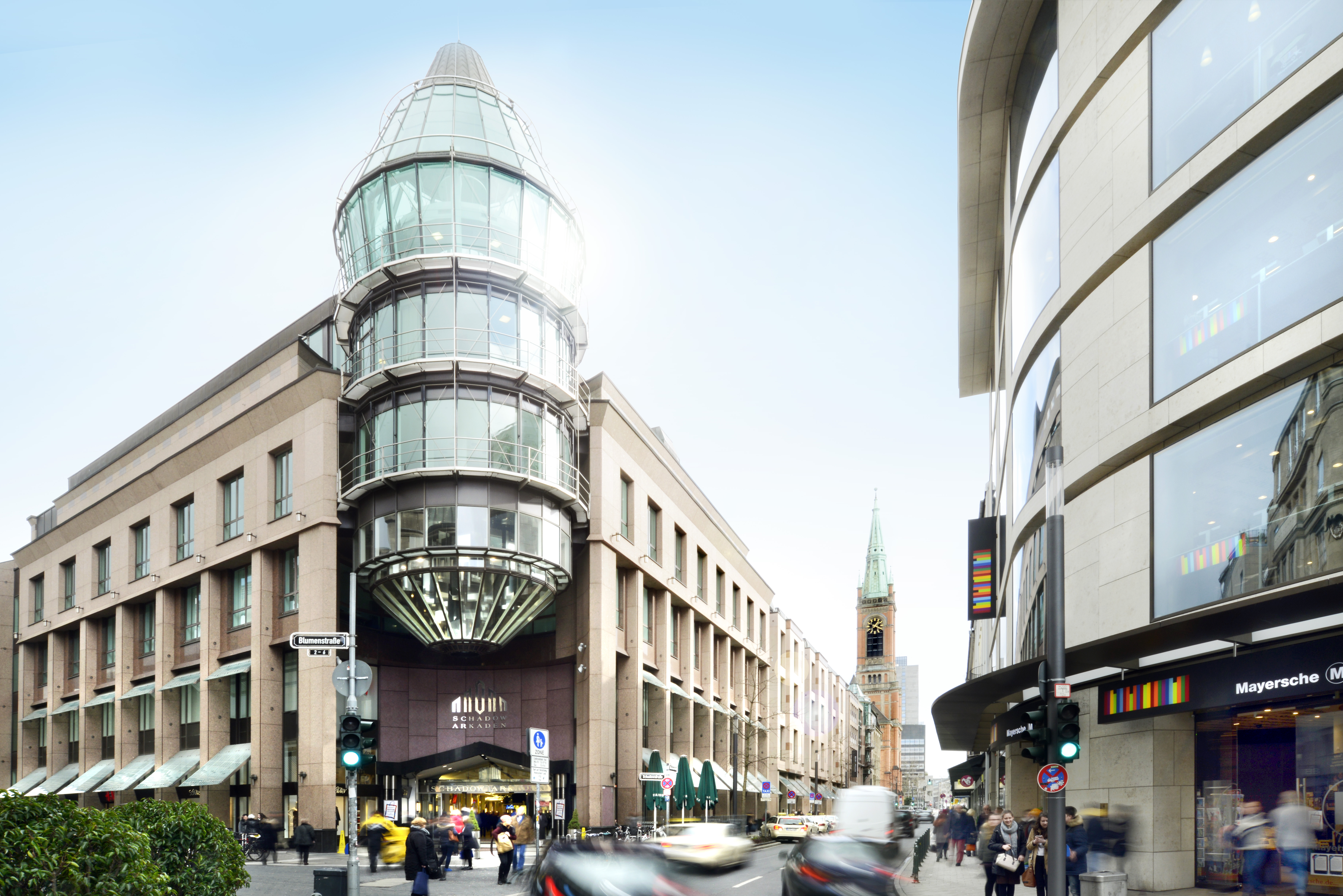
De hoofdingang van de Schadow-Arkaden

De Schadow-Arkaden is een winkelcentrum in de binnenstad van Düsseldorf, genoemd naar de Schadowstrasse die langs het winkelcentrum loopt. Het winkelcentrum is ontworpen door architect Walter Brune, tussen 1990 en 1994 gebouwd en in 1994 geopend.
Het winkelcentrum is te voet in een paar minuten te bereiken vanaf de metrohaltes Schadowstraße U, Steinstraße / Königsallee U en Heinrich-Heine-Allee U. Het winkelcentrum telt 55 winkels op twee niveaus en een horecadeel in de kelder van de centrum.
De glanzende granieten gevel geeft een luxe uitstraling en met de optisch zwevende glazen cilinder boven de hoofdingang is het centrum ook buiten Düsseldorf bekend. Onder de huurders zijn onder meer vestigingen van bedrijven zoals H&M, Starbucks, Esprit, Anson's en Zara.
Het centrum heeft een netto verkoopoppervlak van 18.700 m². Van binnen is hetzelfde graniet gebruikt als aan de buitengevels. De kroon op het centrum is de prismakoepel, een ontwerp van Otto Piene.

Binnenaanzicht van de Schadow-Arkaden

De plattegrond van het gebouw heeft de vorm van een onregelmatig vierkant. Vier rechte winkelstraten leiden naar een atrium met twee glazen liften, een restaurant en een ijssalon. De ingangen van het centrum bevinden zich aan de Schadowstrasse, de Berliner Allee, de Blumenstrasse en op de hoek van de Blumenstrasse met de Schadowstrasse (hoofdingang). Het centrum herbergt ook het Theater an der Kö, een aantal kantoren en praktijken, en een fitnessstudio. Er is ook een aparte ondergrondse parkeergarage voor klanten beschikbaar.
De Schadow-Arkaden worden beheerd door Rheingrund Immobilien Verwaltungs-GmbH, een dochteronderneming van de Rheinische Post Mediengruppe. Het Pressehaus is geïntegreerd in de bouw van de winkelgalerij. Hier zijn de lokale redacties van de Rheinische Post, Antenne Düsseldorf en de Dusseldorfer Anzeiger gevestigd.
Als onderdeel van het bouwproject Kö-Bogen in het stadscentrum werd de parkeergarage uitgebreid met 262 parkeerplaatsen. In 2013 is er gediscussieerd over de hiervoor noodzakelijke bomenkap.